# ناواگا
ناواگا (نام علمی: Eleginus nawaga) نام یک گونه از تیره روغن‌ماهیان است.